# Fatal Affair
Fatal Affair is een Amerikaanse psychologische thriller uit 2020, geregisseerd door Peter Sullivan.

## Verhaal
Ellie is een advocate en getrouwd met Marcus. Wanneer Ellie, David een oude vriend de universiteit ontmoet, besluit ze een drankje met hem te doen om bij te praten. Deze ontmoeting heeft echter desastreuze gevolgen voor haar wanneer David na deze ontmoeting een obsessieve stalker blijkt te zijn.

## Rolverdeling
| Acteur         | Personage       |
| -------------- | --------------- |
| Nia Long       | Ellie Warren    |
| Omar Epps      | David Hammond   |
| Stephen Bishop | Marcus Warren   |
| Aubrey Cleland | Brittany Warren |
| Maya Stojan    | Courtney        |

## Productie
In oktober 2019 werd aangekondigd dat Netflix en Hybrid Films samenwerkte aan het filmproject met Peter Sullivan als regisseur. Nia Long, Omar Epps en Stephen Bishop werden gecast voor hoofdrollen in de film, terwijl Sullivan en Rasheeda Garner het script schreven. Long, Barry Barnholtz en Jeffrey Schenck zouden als producenten van de film dienen. De opnames vonden plaats in 2019 op locatie in Los Angeles, Californië.

## Release
De film werd op 16 juli 2020 uitgebracht door Netflix. Het was de best gestreamde film op de site in zijn openingsweekend.

## Ontvangst
De film ontving op Rotten Tomatoes een magere goedkeuringsscore van 18%, gebaseerd op 33 beoordelingen. Op Metacritic heeft de film een gewogen gemiddelde score van 34/100, gebaseerd op 10 critici.